# Harrismith (Afrique du Sud)
Pour les articles homonymes, voir Harrismith.
Harrismith est une ville de la province de l'État-Libre en Afrique du Sud. Elle porte le nom du Lieutenant-Général Harry Smith, officier dans l'armée britannique et gouverneur de la colonie du Cap de 1847 à 1852.

## Localisation

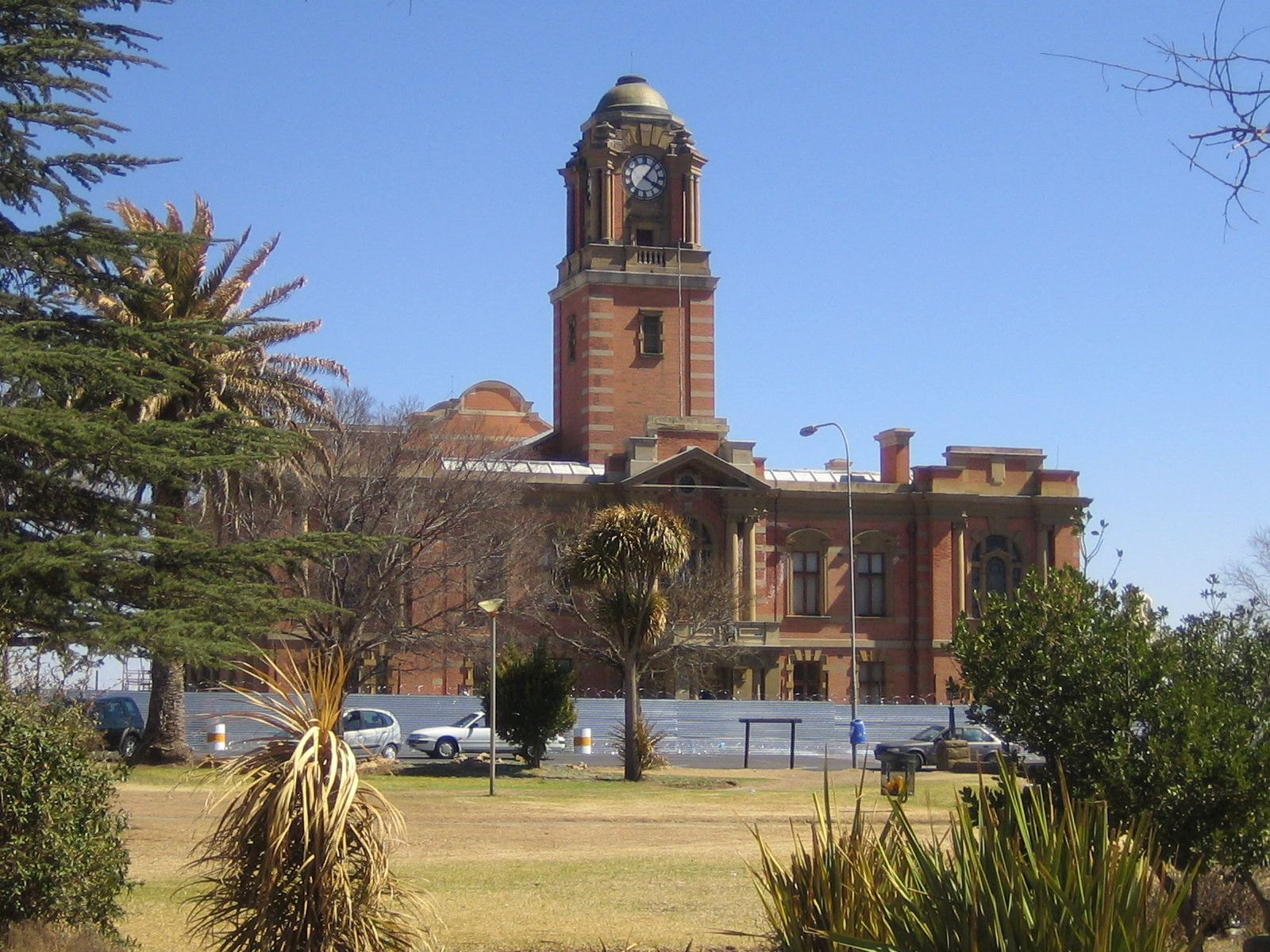
Hôtel de ville d'Harrismith (1907)

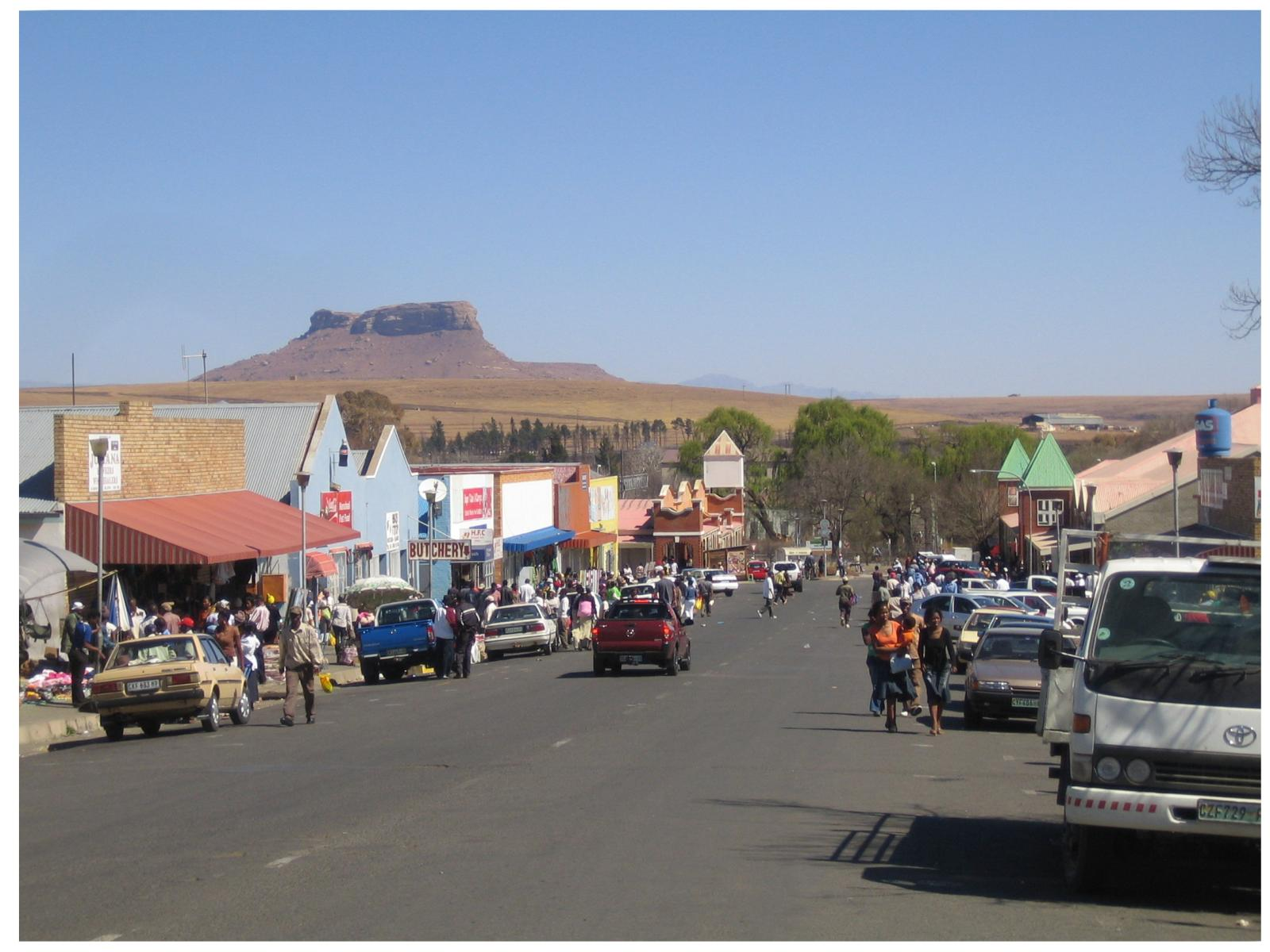
La rue principale (Main Street) d'Harrismith

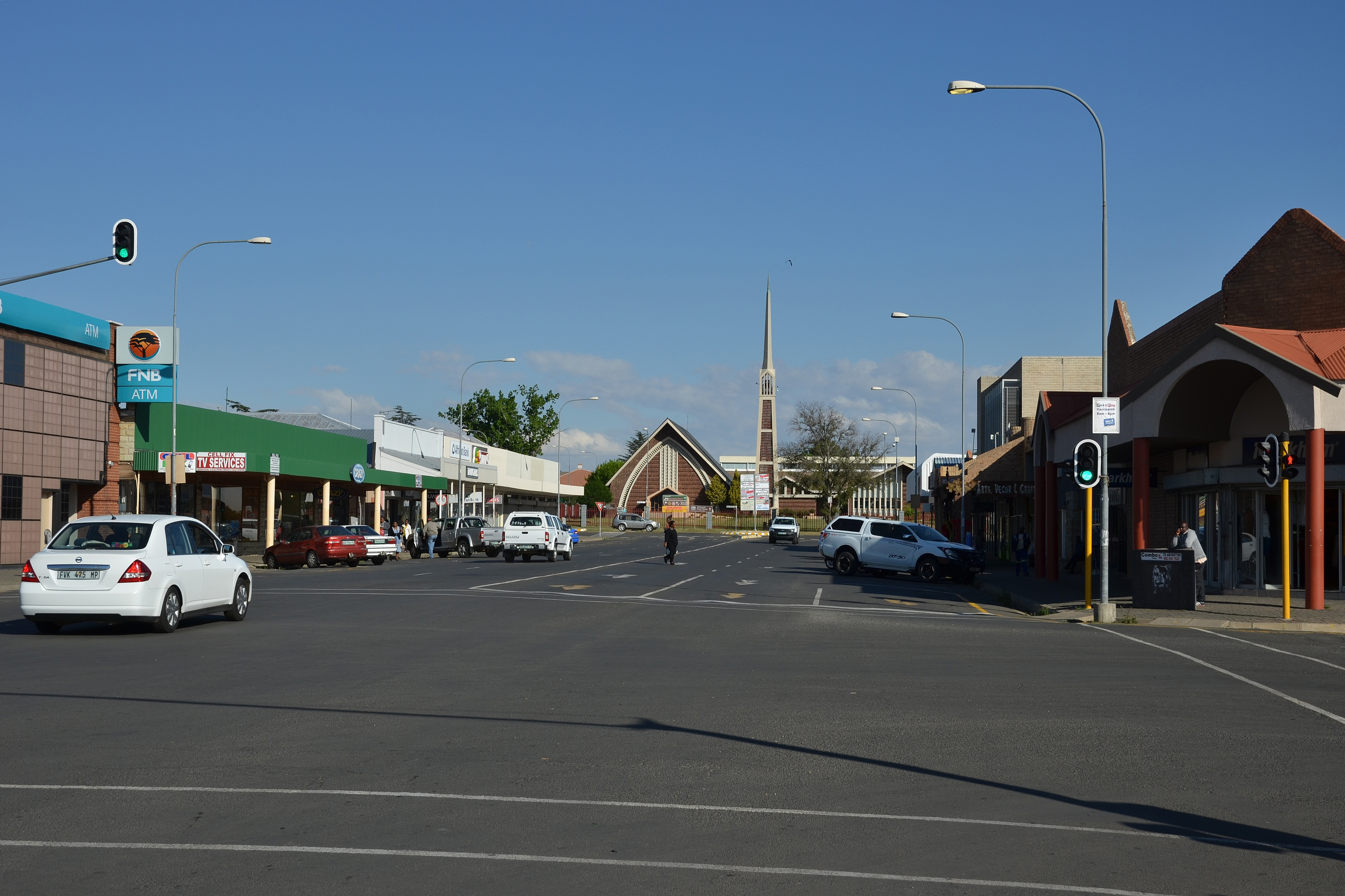
Harrismith

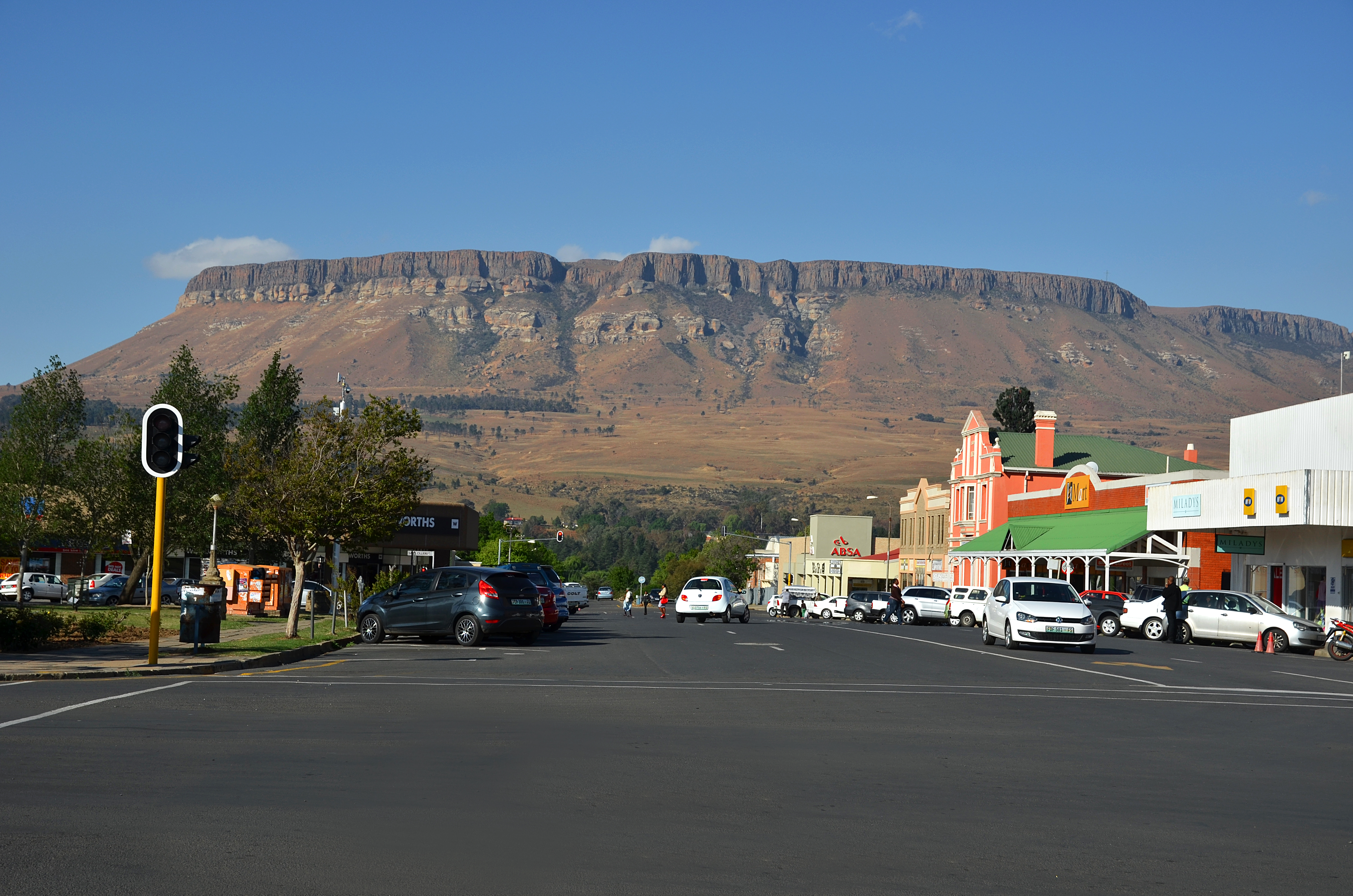
Harrismith, aux pieds de la montagne de Platberg

Harrismith est située au bord de la rivière Wilge, le long de la route nationale 3, à peu près à mi-chemin entre Johannesburg (à environ 300 km au nord-ouest) et Durban au sud-est. La ville est située à l'intersection de la route nationale 5, qui continue vers l'ouest en direction de Bloemfontein, la capitale de la province, à environ 340 km au sud-ouest.
Harrismith se trouve également à environ 90 kilomètres à l'ouest de Ladysmith, dans le KwaZulu-Natal, ville qui porte le nom de l'épouse de Sir Harry Smith, et à une distance similaire à l'est de Bethlehem.

## Démographie
Selon le recensement de 2011, la zone urbaine d'Harrismith compte 27 869 résidents, principalement issus de la communauté noire (87.06% des habitants) lesquels résident essentiellement dans les townships de Intabazwe, et de Phomolong. Les blancs (majoritaires dans les quartiers d'Harrismith SP, Kings Hill, Bersig) et les coloureds représentent respectivement 10,72 % et 0,76 % des résidents.
Les habitants sont à 49,44 % de langue maternelle isizoulou, à 32,62 % de langue maternelle sesotho et à 10,35% de langue maternelle afrikaans.

## Historique
La ville a été fondée en 1849 sur un territoire de la Souveraineté de la rivière Orange et baptisé du nom du gouverneur britannique de la colonie du Cap, Harry Smith, qui avait tenté, quelques années auparavant, de persuader les Voortrekkers de renoncer à leur grand Trek.
D'abord édifiée à environ 25 km de l'emplacement actuel, au bord de la rivière Elands, le village fut transféré sur son site actuel en janvier 1850 et devint, 24 ans plus tardn une municipalité de l'état libre d'Orange. La ville se développa grâce à sa localisation entre les champs diamantifères de Kimberley et les voies de transport du Natal.
Dans les années 1880, Harrismith est la deuxième plus grande ville de l'État libre d'Orange et un site stratégique majeur durant la seconde guerre des Boers.